# غريغوري فوتريخ
غريغوري فوتريخ هو لاعب كرة قدم سويسري في مركز قلب الدفاع، ولد في 4 ديسمبر 1994 في سويسرا. شارك مع منتخب سويسرا تحت 19 سنة لكرة القدم ومنتخب سويسرا تحت 20 سنة لكرة القدم ومنتخب سويسرا تحت 21 سنة لكرة القدم. أما مع النوادي، فقد لعب مع نادي غراسهوبر زيوريخ ويانغ بويز.

## وصلات خارجية
- غريغوري فوتريخ على موقع قاعدة بيانات كرة القدم.إي يو (الإنجليزية)
- غريغوري فوتريخ على موقع Soccerway.com (الإنجليزية)
- غريغوري فوتريخ على موقع عالم كرة القدم.نت (الإنجليزية)
- غريغوري فوتريخ على موقع AS.com (الإسبانية)